# Serraca magyarica
Serraca magyarica là một loài bướm đêm trong họ Geometridae.